# شهرستان مکینتاش (داکوتای شمالی)
شهرستان مک‌اینتاش، داکوتای شمالی (به انگلیسی: McIntosh County, North Dakota) یک سکونتگاه مسکونی در ایالات متحده آمریکا است که در داکوتای شمالی واقع شده‌است.

## خصوصیات
شهرستان مک‌اینتاش ۲٬۵۷۷٫۰۵ کیلومترمربع مساحت دارد.